# الاتحاد من أجل الوطن
حزب الاتحاد من أجل الوطن تأسس يوم 29 يناير 2012 في منطقة الظهرة بطرابلس ومقره يقع خلف قصر الملك (قصر الشعب سابقا)، ويقود الحزب عبد الرحمن سحلي، وهو معارض بارز للزعيم السابق معمر القذافي. ويدعو الحزب إلى اللامركزية القوية في السلطة على المستوى المحلي، ولكنه يرفض الفدرالية. وهو يقترح نظاما شبه رئاسي على غرار النظام الفرنسي. ويدعو الحزب إلى الانفصال عن النظام القديم، ومنع الشخصيات التي كانت في حكومة القذافي من النفوذ السياسي.
فاز الحزب بمقعدين في انتخابات المؤتمر الوطني العام الليبي لعام 2012.

## وصلات خارجية
- الموقع الرسمي للحزب
- الصفحة الرسمية للحزب على الفيس بوك  على فيسبوك.